# Carthage, Maine
Carthage är en kommun (town) i Franklin County i Maine. Vid 2010 års folkräkning hade Carthage 560 invånare.